# Love for Sale (альбом Boney M.)
Love for Sale (с англ. — «Любовь на продажу») — второй студийный альбом евро-карибской группы Boney M., выпущенный в 1977 году на лейблах Atlantic Records и Hansa Records. В альбом вошли такие хиты, как «Ma Baker» и «Belfast». Он также включает в себя кавер-версии песен: «Love for Sale» (Коул Портер): «Have You Ever Seen the Rain?» (Creedence Clearwater Revival) и «Still I'm Sad» (The Yardbirds).
Также альбом был выпущен лейблом в Японии, в 1977 году, но с изменённым названием (Ma Baker, Sunny, Daddy Cool) и трек-листом. Таким образом, японским слушателям была представлена неполная компиляция двух первых студийных альбомов группы. Схожая ситуация была в Советском Союзе, где пластинка «Ансамбль „Бони М.“» 1978 года представляла собой сборник песен с двух альбомов группы.
На компакт-дисках альбом был впервые выпущен 4 июля 1994 года.

## Список песен
Сторона A
1. «Ma Baker» (Фрэнк Фариан, Фред Джей, Джордж Рейам (Ханс-Йорг Майер)) — 4:36
2. «Love for Sale» (Коул Портер) — 4:47
3. «Belfast» (Джимми Билсбери, Драфи Дойчер, Джо Менке) — 3:31
«Daddy Cool» (только в версии для США) с предыдущего альбома Take the Heat off Me — 3:27
4. «Have You Ever Seen the Rain?» (Джон Фогерти) — 2:40
5. «Gloria, Can You Waddle» (Фрэнк Фариан, Джордж Рейам) — 3:57

Сторона B
1. «Plantation Boy» (Фред Джей, Кинг) — 4:27
2. «Motherless Child» (Фрэнк Фариан, Лиз Митчелл) — 4:58
3. «Silent Lover» (Фрэнк Фариан, Кейт Форси[англ.], Фред Джей) — 4:14
4. «A Woman Can Change a Man» (Фрэнк Фариан, Фред Джей) — 3:33
5. «Still I’m Sad» (Джим Маккарти, Пол Самвелл-Смит) — 4:34

## Чарты
| Чарт (1977)                      | Высшая позиция |
| -------------------------------- | -------------- |
| Австралия (Kent Music Report)    | 27             |
| Австрия (Ö3 Austria)             | 1              |
| Великобритания (UK Albums Chart) | 13             |
| Германия (Offizielle Top 100)    | 1              |
| Нидерланды (Album Top 100)       | 2              |
| Новая Зеландия (RMNZ)            | 22             |
| Норвегия (VG-lista)              | 2              |
| Швеция (Sverigetopplistan)       | 1              |

## Сертификации и продажи
| Регион | Сертификация | Продажи  |
| --- | ------------ | -------- |
| Великобритания (BPI) | Золотой      | 100 000^ |
| Германия (BVMI) | Платиновый   | 500 000^ |
| Гонконг (IFPI Hong Kong)                                                                                                 | Платиновый   | 20 000*  |
| Греция (IFPI Greece) | Золотой      | 50 000^  |
| Дания и Швеция | —            | 250 000  |
| Израиль | 2× Золотой   | 40 000   |
| Испания · Комбинированные продажи с первым альбомом                                                                      | —            | 300 000  |
| Финляндия (Musiikkituottajat)                                                                                            | Золотой      | 26 218   |
| Швеция (GLF) | Золотой      | 50 000^  |
| * Данные о продажах приведены только на основе сертификации. ^ Данные о тиражах приведены только на основе сертификации. |              |          |